# Tale Kanaäns
De uitdrukking tale Kanaäns wordt gebruikt voor het taaleigen dat in behoudende orthodox-calvinistische kringen (tegenwoordig veelal bij de bevindelijk gereformeerden, vroeger ook bij de Gereformeerde Kerken in Nederland) wordt gebruikt. Het is sterk verwant met de taal van de Statenbijbel. Het draagt een enigszins verouderd karakter en is sterk gestempeld door oorspronkelijk Hebreeuwse uitdrukkingen.
De benaming slaat ook op zichzelf: in hedendaags Nederlands zou men taal van Kanaän zeggen.
In overdrachtelijke zin wordt de term wel gebruikt voor een speciaal taalgebruik dat door een bepaalde groep wordt gehanteerd, en dat voor buitenstaanders moeilijk te volgen is. 
Deze uitdrukkingswijze ontstond door de behoefte in kringen van de Nadere Reformatie om de religieuze ervaringen te beschrijven, die als herkenningstekens van de geloofsontwikkeling moesten fungeren. Het gereformeerd piëtisme heeft daartoe allerlei uitdrukkingen ontleend aan de Bijbel en de mystiek. Het binnen enkele decennia ontstane eigenaardige jargon werd door hen bij voorkeur als de tale Kanaäns aangeduid.
Deze taal werd gebruikt om geestelijke ervaringen te duiden. In dit taaleigen spelen verkleinwoordjes vaak een grote rol (zoals wegje, plaatsje, hoopje, hartje, geloofje, zuchtje, enzovoort).
Enkele typische uitdrukkingen zijn:
- een klein weinig (een klein beetje)
- zien is nog geen hebben (een openbaring van Christus in het Woord is nog geen toe-eigenen van Christus als persoonlijke Zaligmaker)
- een klein almachtigje (een duiding voor de kracht van het ware geloof)
- onderwerpelijk (subjectief)
- verstandelijk (de loutere Bijbeltekst; zonder ervaring en beleving)

Naderhand werd de term ook gebruikt als een enigszins spottende benaming voor overdreven sentimenteel vrome taal.
Deze taal is wetenschappelijk in kaart gebracht door Dr. C. van de Ketterij in zijn dissertatie De weg in woorden (1972).
In orthodox-gereformeerde kring wordt de uitdrukking tale Kanaäns gebruikt voor de persoonlijke weergave van het werk van God in de ziel, gewerkt door de Heilige Geest. Dit kan derhalve ook plaatsvinden zonder bovengemelde terminologie. In deze orthodox-gereformeerde kring vindt men de verklaring dat de uitdrukking tale Kanaäns betrekking zou hebben op een bepaalde terminologie te oppervlakkig.

De taal of spraak van Kanaän wordt genoemd Jesaja: 
Te dien dage zullen er vijf steden in Egypteland zijn, sprekende de spraak van Kanaan, en zwerende den Heere der heirscharen; een zal genoemd zijn een stad der verstoring.— Statenvertaling, Jesaja 19:18
 Hiermee wordt een Semitische taal bedoeld, de taal die toentertijd door Israël gesproken werd.